# Stramnica
Stramnica [stramˈnit͡sa] (tiếng Đức: Alt Tramm) là một ngôi làng thuộc khu hành chính của Gmina Kołobrzeg, thuộc hạt Kołobrzeg, West Pomeranian Voivodeship, ở phía tây bắc Ba Lan. Nó nằm khoảng 5 kilômét (3 mi) về phía đông của Kołobrzeg và 108 km (67 mi) về phía đông bắc của thủ đô khu vực Szczecin.
Trước năm 1945, khu vực này là một phần của Đức. Đối với lịch sử của khu vực, xem Lịch sử của Pomerania.
Ngôi làng có dân số 210 người.

## Tòa nhà và công trình
Tại Stramnica, có ít 54°08′55,05″B 15°38′13,24″Đ / 54,13333°B 15,63333°Đ một tháp mắt cáo cao 106 mét do Rstv vận hành và được sử dụng để phát sóng FM / / TV . Gần tháp này, có ít 54°08′55,06″B 15°38′17,16″Đ / 54,13333°B 15,63333°Đ một tháp viễn thông nhỏ thứ hai, cũng là một tháp mắt cáo và cao khoảng 83 mét.